# Calvario de Zucaina
El calvario de Zucaina es un Bien de Relevancia Local situado en la población de su nombre, en la comarca del Alto Mijares, en la provincia de Castellón.
La protección como Bien de Relevancia Local proviene de la Disposición Adicional Quinta de la Ley 5/2007, de 9 de febrero de 2007, de la Generalidad Valenciana, de modificación de la Ley 4/1998, de 11 de junio, del Patrimonio Cultural Valenciano (DOCV Núm. 5.449 / 13/02/2007).

## Descripción y emplazamiento
Se trata de un conjunto de uso originalmente religioso situado en las afueras de la población, en la falda del monte a la salida hacia Cortes de Arenoso. Forma un espacio rectangular, cerrado por tosca valla de piedra, plantado de cipreses y tiene una pequeña ermita en la parte más alta.
Ascendiendo por la colina se disponen los casalicios del Vía Crucis, de color blanco y con las escenas de la Pasión representadas en baldosas cerámicas.
La ermita es una pequeña capilla de planta rectangular que se encuentra en la parte alta del muro, junto a una de las puertas de entrada al calvario. Sus paredes son de mampostería y la cubierta, de tejas, tiene cuatro vertientes. La fachada está orientada hacia el interior del calvario, pero casi todo el cuerpo del edificio sobresale hacia el exterior. La puerta, rectangular, es de madera y tiene amplias mirillas enrejadas. Junto a la puerta hay un nicho con una representación de la Crucifixión en mosaico de azulejos. La campana se encuentra en una espadaña situada sobre la cornisa.

## Historia
El conjunto se edificó en los siglos XVIII y XIX.
La ermita estaba presidida por una talla del Cristo del siglo XIX, que fue robada en el año 2009, junto otros objetos de culto y piezas cerámicas.